# Monumento ai fratelli Pasini
Il monumento ai fratelli Pasini è una scultura in bronzo di Schio, opera del 1906 di Carlo Lorenzetti.

## Storia
Il comune di Schio già nel 1866 era intenzionato a realizzare un monumento in memoria di Valentino Pasini, morto nel 1864. In seguito alla morte del fratello Lodovico, avvenuta nel 1870, il consiglio comunale individuò un'area dove erigere un monumento dedicato ai due fratelli illustri; venne successivamente indetto un concorso nazionale tra scultori. Tra i 32 bozzetti in gesso presentati, quello di Carlo Lorenzetti si aggiudicò la gara, e lo scultore si impegnò a consegnare l'opera entro l'agosto 1906. Il monumento dedicato a Valentino e Lodovico Pasini venne inaugurato il 23 settembre 1906. L'opera nel corso del 2018 è stata oggetto di lavori di pulitura e restauro.

## Descrizione
Uno zoccolo ottagonale in trachite sostiene tre gradini (decorati con gli stemmi in bronzo di Schio, Vicenza, Venezia e dei Savoia) ed una colonna classica troncata in marmo rosa di Asiago, decorata con dei bucrani e ornata da due lapidi: la prima posta anteriormente reca la scritta "PATRIA E SCIENZA / DD _ MCMVI", la seconda, posteriore, "LODOVICO PASINI 1804 - 1870 / VALENTINO PASINI 1806 – 1864".
Sopra alla colonna si eleva un tripode in bronzo recante la scritta "RESISTENZA AD OGNI COSTO" dal quale si libera una fiamma.
Adagiato sugli scalini di marmo un Genio in bronzo sostiene un medaglione raffigurante i profili dei fratelli Pasini in bassorilievo. A completare la composizione, ai piedi del Genio, le catene spezzate della schiavitù, il fascio di verghe dei littori ed il libro del diritto e della scienza.